# Игурово
Игурово — деревня в Гагаринском районе Смоленской области России. Входит в состав Родомановского сельского поселения. Население — 1 житель (2007). 
Расположена в северо-восточной части области в 27 км к северо-западу от Гагарина, в 30 км восточнее автодороги Р134 «Старая Смоленская дорога» Смоленск — Дорогобуж — Вязьма — Зубцов, на берегу реки Ладенка. В 27 км южнее деревни расположена железнодорожная станция Василисино на линии Москва — Минск. 

## История
В годы Великой Отечественной войны деревня была оккупирована гитлеровскими войсками в октябре 1941 года, освобождена в марте 1943 года. 